# Komisariat Straży Granicznej „Tatarów”
Komisariat Straży Granicznej „Tatarów” – jednostka organizacyjna Straży Granicznej pełniąca służbę ochronną na granicy polsko-rumuńskiej w latach 1928–1939.

## Formowanie i zmiany organizacyjne
W drugiej połowie 1927 roku przystąpiono do gruntownej reorganizacji Straży Celnej. W praktyce skutkowało to rozwiązaniem tej formacji granicznej.
Rozporządzeniem Prezydenta Rzeczypospolitej Polskiej Ignacego Mościckiego z 22 marca 1928, do ochrony północnej, zachodniej i południowej granicy państwa, a w szczególności do ich ochrony celnej, powoływano z dniem 2 kwietnia 1928 Straż Graniczną.
Rozkazem nr 6 z 8 września 1928 w sprawie organizacji Małopolskiego Inspektoratu Okręgowego podpisanym w zastępstwie przez mjr. Wacława Szpilczyńskiego dowódca Straży Granicznej powołał komisariat „Tatarów” i przydzielił go do Inspektoratu Granicznego nr 20 „Stryj” i określił jego strukturę organizacyjną. Komisariat, pozostając organizacyjnie w Inspektoracie „Stryj”, podlegał pod każdym innym względem kierownikowi inspektoratu „Kołomyja”. Rozkaz dowódcy Straży Granicznej płk. Jana Jura-Gorzechowskiego nr 7 z 25 września 1929 w sprawie reorganizacji i zmian dyslokacji Małopolskiego Inspektoratu Okręgowego nie wymienia nazwy komisariatu.

## Służba graniczna
Sąsiednie komisariaty:
- podkomisariat Straży Granicznej „Rafajłowa”⇔ komisariat Straży Granicznej „Żabie” − wrzesień 1928

## Struktura organizacyjna
Organizacja komisariatu we wrześniu 1928:
- komenda − Tatarów
- placówka Straży Granicznej I linii „Jabłonica”
- placówka Straży Granicznej I linii „Worochta”
- placówka Straży Granicznej II linii „Tatarów”[a]